# Ürümqi (huyện)
Huyện Ürümqi (Uyghur: ئۈرۈمچى ناھىيىسى‎, ULY: Ürümchi Nahiyisi, UPNY: Ürümqi Nah̡iyisi?, tiếng Trung: 乌鲁木齐县; bính âm: Wūlǔmùqí xiàn, Hán Việt: Ô Lỗ Mộc Tề huyện) là một đơn vị hành chính thuộc thành phố Ürümqi, Khu tự trị Duy Ngô Nhĩ Tân Cương, Trung Quốc.

### Trấn
- Thủy Tây Câu (水西沟镇)
- An Ninh Cừ (安宁渠镇)

### Hương
- Thanh Cách Đạt Hồ (青格达湖乡)
- Lục Thập Hộ (六十户乡)
- Tát Nhĩ Đạt Phản (萨尔达坂乡)
- Cam Câu (甘沟乡)
- Vĩnh Phong (永丰乡)
- Bản Phòng Câu (板房沟乡)
- Thác Lý (托里乡)